# Rozkaz nr 270
Rozkaz nr 270 (ros. Приказ № 270) – rozkaz ludowego komisarza obrony Józefa Stalina wydany 16 sierpnia 1941 roku podczas wojny niemiecko-radzieckiej, nakazujący żołnierzom i komisarzom Armii Czerwonej walczyć z Wehrmachtem do końca pod groźbą śmierci dla nich i kary więzienia dla ich rodzin. 
Najważniejsze punkty rozkazu nr 270:
- każdy, kto usuwa dystynkcje w czasie bitwy i poddaje się, powinien być uznany za dezertera, którego rodzina zostanie aresztowana, jako rodzina łamiącego przysięgę wojskową i zdrajcy ojczyzny. Tacy dezerterzy mają być rozstrzeliwani na miejscu.
- wszyscy, którzy znaleźli się w okrążeniu, mają walczyć do ostatka i próbować dotrzeć do własnych linii. Ci, którzy wybrali poddanie się, powinni być zlikwidowani za pomocą wszelkich środków, zaś ich rodziny pozbawione zasiłków i pomocy państwa.
- dzielnych i odważnych nagradzać bardziej wydatnie.